# 塞爾維亞體育
塞爾維亞體育以團隊體育項目為主，塞爾維亞最流行的運動是足球、籃球、水球、排球、手球和網球。塞爾維亞主要的兩個足球俱樂部是貝爾格萊德紅星隊和貝爾格萊德游擊隊，均位於塞爾維亞首都貝爾格勒。貝爾格勒紅星隊是塞爾維亞和前南斯拉夫唯一贏得歐足聯賽事冠軍的球隊，也是第二個獲得歐冠冠軍的東歐球隊。塞爾維亞也是世界籃球強國，在世錦賽和歐錦賽有不錯成績。2006年，歐洲水球錦標賽在塞爾維亞首都貝爾格勒舉辦。塞爾維亞也是世界水球強國，獲得2008年奧運會水球銅牌。塞爾維亞是網球強國，塞爾維亞網球選手焦科維奇是現任世界網球頭號男子球員。